# AS Police (Burkina Faso)
Der Association Sportive de la Police de Ouagadougou, auch einfach nur AS Police genannt, ist ein Sportverein in Ouagadougou (Burkina Faso). Aktuell spielt der Verein in der zweiten Liga, der Deuxième Division.

## Stadion
Der Verein trägt seine Heimspiele im Stade Dr Issoufou Joseph Conombo in Ouagadougou aus. Das Stadion hat ein Fassungsvermögen von 15.000 Personen.